# Саскут-Сат (Бакау)
Саскут-Сат (рум. Sascut-Sat) насеље је у Румунији у округу Бакау у општини Саскут. Oпштина се налази на надморској висини од 218 m.

## Становништво
Према подацима из 2002. године у насељу је живело 2147 становника, од којих су сви румунске националности.